# Tiofosforany

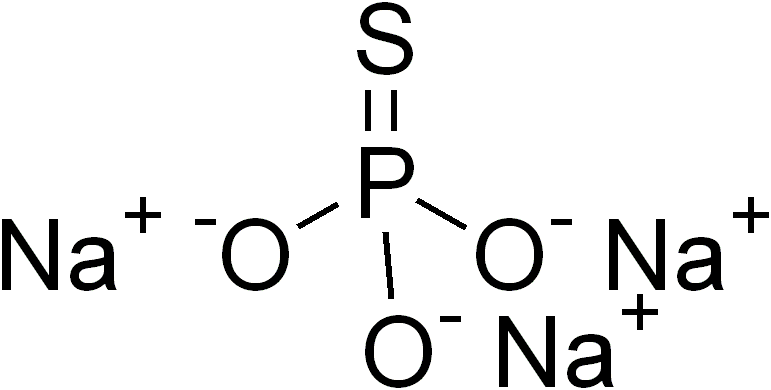
Monotiofosforan trisodu

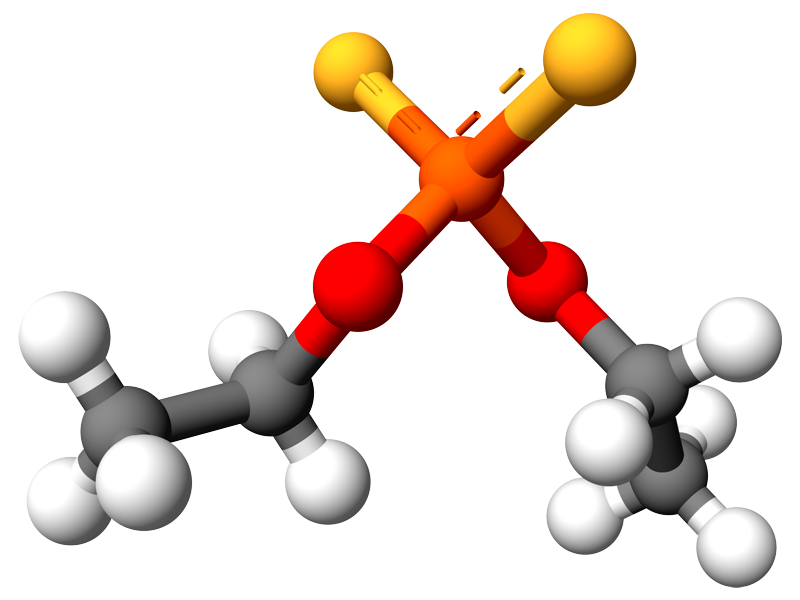
Model anionu ditiofosforanu O,O-dietylu (EtO)2PS2(-) stworzony na podstawie rentgenografii soli amonowej (atomy tlenu czerwone, atomy siarki żółte, atom fosforu pomarańczowy)

Tiofosforany  – związki chemiczne, w ogólnym ujęciu sole i estry kwasów tiofosforowych, zawierające aniony o ogólnym wzorze PS4−xOx3− (x = 0–3). Są pochodnymi fosforanów, w których co najmniej jeden atom tlenu został zastąpiony atomem siarki. Aniony tiofosforanowe mają budowę tetraedryczną z atomem fosforu w środku czworościanu.
W zależności od liczby atomów siarki wyróżnia się:
- monotiofosforany (lub tiofosforany), X3PO3S
- ditiofosforany, X3PO2S2
- tritiofosforany, X3POS3
- tetratiofosforany, X3PS4

gdzie X jest dowolną grupą organiczną lub kationem jednowartościowym.
Znany jest też trójsiarkowy analog anionu metafosforanowego: tritiometafosforan tetrafenyloarsonowy, [Ph
4As]+
PS−
3.
Znaczenie praktyczne mają mono- i ditiofosforany, przy większej zawartości siarki związki rozkładają się w roztworze do niższych pochodnych. Wiele insektycydów (np. amiton, diazinon, fenitrotion, kumafos) to triestry kwasu tiofosforowego. 

## Tiofosforany w kwasach nukleinowych

Tiofosforanowe wiązanie internukleotydowe o konfiguracji S_{P} i R_{P}

Tiofosforanowe analogi nukleotydów używane są w biochemii, między innymi w badaniach strukturalnych i mechanistycznych nad enzymami. W badaniach tych wykorzystuje się fakt, że atom fosforu w niesymetrycznych diestrach tiofosforanowych jest chiralny, a szybkości reakcji enzymów ze stereoizomerami o konfiguracji RP i SP są różne. Pionierem tych badań był w latach 60. i 70. XX wieku niemiecki chemik Fritz Eckstein). 
Tiofosforanowe analogi nukleotydów i oligonukleotydów można otrzymać na drodze chemicznej, zastępując utlenianie pośrednich związków PIII (prowadzone zwykle za pomocą mieszaniny I
2–H
2O) siarkowaniem. W roku 2007 odkryto pierwsze naturalne DNA zawierające internukleotydowe wiązania tiofosforanowe. Wiązanie P−S powstaje w tym wypadku na poziomie DNA, przez zastąpienie nieestrowego atomu tlenu atomem siarki. Reakcja przebiega stereoselektywnie i powstający tiofosforan ma konfigurację RP. W późniejszych latach stwierdzono, że modyfikacje takie są powszechne w świecie bakterii (natomiast nie zostały wykryte u eukariontów), a ich ilość w DNA jest rzędu 0,5‰. 
Analogi oligonukleotydów zawierające internukleotydowe wiązania tiofosforanowe wykazują znaczną odporność na degradację enzymatyczną i są stosowane w terapii antysensowej.